# Rue du Manège (Colmar)
Pour les articles homonymes, voir Rue du Manège.
La rue du Manège est une voie de la commune française de Colmar.

## Situation et accès
Cette voie de circulation, d'une longueur de 85 m, se trouve dans le quartier centre.
On y accède par le boulevard Saint-Pierre, la rue des Américains et la place du Marché-aux-Fruits.
Cette voie n'est pas desservie par les bus de la TRACE.